# Црно сироче
Црно сироче (енгл. Orphan Black) је канадска научнофантастична серија за коју је сценарио написао Грејам Менсон, а режију радио Џон Фосет. Главну улогу у серији игра Татјана Маслани, као неколико идентичних људи који су уједно и клонови. Серија прати Сару Менинг, која присваја идентитет једног од њених клонова, Елизабет Чајлдс, након што бива сведок њеном самоубиству. Серија поставља питање морала и етике у клонирању људи, као и његовом утицају на проблеме личног идентитета.
Серију је произвела Temple Street продукција, у сарадњи са Би-Би-Си Америком и Бел Медијом. Прва епизода серије је премијерно приказана 30. марта 2013. на каналу Спејс у Канади и Би-Би-Си Америка у САД. На дан 16. јуна 2016, потврђена је пета и последња сезона са 10 епизода, са премијером 10. јуна 2017. Афтершоу, После црног, је почео да се емитује током треће сезоне на каналу Спејс. Касније га је за трећу сезону откупила Би-Би-Си Америка.

## Радња
Радња почиње када криминалац Сара Менинг сведочи самоубиству Бет Чајлдс, која изгледа идентично као она. Сара затим, преузима Бетин идентитет и звање (полицијског детектива). Током прве сезоне, Сара открива да је и она клон, да има велики број сестара клонова широм Северне Америке и Европе, да је она заједно са њима део илегалног експеримента и да на све то неко покушава да их убије.
Заједно са својим полубратом Феликсом Докинсом и два клона, Алисон Хендрикс и Косимом Нијхаос, Сара открива да клонови воде порекло од научног покрета под називом Неолуција. Он верује да људи могу да користе научно знање да би управљали својом еволуцијом. Покрет има институционалну основу у великој, утицајној и богатој биотехнолошкој корпорацији, Дајад институт, којим управља др Олдус Лики. Дајад спроводи основна истраживања, лобира политичке институције и промовише свој еугенски програм, потпомогнут клоном Рејчел Данкан. Такође покушава да профитира од технологије које клонови поседују, па им зато додељује посматраче који надгледају њихов свакодневни живот, у намери да их боље изучавају.
У једном тренутку Сара открива и да је тражена од стране полиције и тајне религијске организације под називом Пролетаријати. Део Пролетаријата, уз помоћ Сарине биолошке сестре Хелене извршава атентат над клоновима, јер верују да су гнусна створења.
Дајад и Пролетаријитати у једном тренутку откривају да Сара има ћерку Киру, једино познато дете клонова, што им привлачи пажњу с обзиром да су сви остали клонови стерилни по дизајну. Радња серије прати Сарино и Кирино бекство од злокобних Неолуциониста и Пролетаријата, као и тежњу сваког клона да да смисао свом животу и пореклу.
Покушај контроле над стварањем људског живота је једна од тема из које проистичу различите радње у серији. За још једну доминантну тему серије се могу узети и сплетке групе Дајад и Пролетаријата, као и ранијe сплеткe твораца пројекта Лида, госпође С. (Сарине хранитељице) и њене политичке мреже.

## Глумци и ликови
- Татјана Маслани као Сара Менинг, Алисон Хендрикс, Косима Нијхаос, Рејчел Данкан и још неколико клонова пројекта Лида.
- Дилан Брус као Пол Дирден, бивши плаћеник, који је Бетин посматрач и дечко. (сезоне 1-4)
- Џордан Гаварис као Феликс (Фи) Докинс, Сарин полубрат и повереник. Представља се као модерни уметник. Њему је Сара првоме испричала о постојању клонова.
- Кевин Ханчард као детектив Артур (Арт) Бел, Бетин полицијски партнер.
- Мајкл Мандо као Виктор (Вик) Шмит, Сарин насилни бивши дечко. ( сезоне 1. и 2.)
- Марија Дојл Кенеди као Сиобан Садлер, Сарина и Феликсова старатељица са ирским пореклом. Зову је госпођа С.
- Евлин Броши као др Делфин Кормијер, Косимин посматрач, девојка и колега научник (сезоне 1-5)
- Ари Милен као Марк Ролинс, Пролетаријат Ира, усвојени син Сузан Данкан и велики број мушких клонова пројекта Кастор. (сезоне 2-5)
- Кристијан Брун као Дони Хендрикс, Алисонин муж и посматрач. (сезоне 1-5)
- Џош Воки као Скот Смит, Косинин колега са Универзитета у Минесоти, који се касније придружује њој и Делфин на Дајад институту. (сезоне 1-5)

## Место снимања
Црно сироче је снимљена у Торонту, Канади. У почетку је локација снимања серије била нејасна, што Грејм Менсон 2014, објашњава као намерни потез. Џон Фосет тврди да је прецизно наглашавање локације у серији било небитно, јер је план од почетка снимања био да се не праве разлике међу људима и националностима. Тек у петој сезони Феликс експлицитно наводи да се радња одвија у Канади.
Пре него су Грејм и Џон рашчистили све нејасноће око локације снимња, ситни детаљи у серији су откривали да се радња дешава у Канади. Такви детаљи су нпр: регистарске таблице Онтариа, новчанице, спомињање предграђа у канадским градовима, као и карта аеродрома Пирсон у Торонту. Две канадске институције, Бриџпоинт и затвор Дон, представљају зграде Дајад института.
Копродукција је такође утицала на још један важан аспекат серије: Сарин британски акценат и порекло. Џон Фосет говори како је Би-Би-Си Америка, како би употпунила свој бренд, тражила од њих да главна глумица буде Британка, што она првобитно није била. Међутим, Фосет је ово видео као предност, јер би омогућило лакше разликовање Саре од осталих клонова, као и проширивање географског спектра радње.

## Сезоне
| Сезона | Сезона | Епизода | Премијерно емитовање | Премијерно емитовање |
| Сезона | Сезона | Епизода | Почетак емитовања    | Завршетак емитовања  |
| ------ | ------ | ------- | -------------------- | -------------------- |
|        | 1      | 10      | 30. март 2013.       | 1. јун 2013.         |
|        | 2      | 10      | 19. април 2014.      | 21. јун 2014.        |
|        | 3      | 10      | 18. април 2015.      | 20. јун 2015.        |
|        | 4      | 10      | 14. април 2016.      | 16. јун 2016.        |
|        | 5      | 10      | 10. јун 2017.        | 12. август 2017.     |

## Награде и признања
Критичари су Масланин неуспех да добије номинацију за Награду за најбољу главну глумицу у драмској серији на 65. и 66. Награди Еми за ударне термине, доживели са презиром. Такође је пристигла и критика од медија. Међутим, Маслани 2015. бива номинована за претходно наведену награду, коју 2016. и осваја. Маслани је такође добила неколико признања за свој перформанс, укључујући две Награде по избору критичара и још једну номинацију, једну Награду Удружења ТВ критичара и две номинације, четири номинације за Награду Сателит, једну Награду Златни глобус и номинацију за Награду удружења филмских глумаца.
Серија је 2013. освојила Пибоди награду и била номинована за и освојила неколико Канадских награда екрана.

## Емитовање
Серија је премијерно приказана на кналу Спејс у Канади, а касније и на каналу Би-Би-Си Америка у САД. У Уједињеним краљевствима је почела да се емитује 20. септембра 2013. на каналу Би-Би-Си Three. Серија се појавила и на сртиминг платформи Нетфликс, када је овај сервис откупио права за приказивање четврте сезоне у Уједињеним краљевствима и Ирској. У Аустрллији је премијерно емитована 14. јануара 2014. на каналу SBS2.